# Batman: Una morte in famiglia
Una morte in famiglia è un arco narrativo a fumetti, pubblicato dalla DC Comics in Batman nn. 426-429 nel 1989, scritto da Jim Starlin e disegnato da Jim Aparo, con copertine realizzate da Mike Mignola. In esso si narra della morte del secondo Robin, Jason Todd, ad opera del Joker, nemesi dell'uomo pipistrello.
La storia è divenuta un cult perché, oltre a trattare la morte di un supereroe (evento raro negli anni '80 e '90), il destino del personaggio fu deciso da un vero e proprio sondaggio telefonico fatto tra i lettori: per qualche centinaia di voti vinsero quelli favorevoli alla sua morte, in quanto sembra che Jason Todd non fosse riuscito a rimpiazzare nei cuori dei lettori il precedente Robin, Dick Grayson.
Gli autori, benché preparati ad ogni evenienza (vennero preparate due sceneggiature, una dove Jason moriva e una in cui sopravviveva), si dissero sorpresi dall'esito del risultato.
La morte del secondo Robin, al pari di quella di Gwen Stacy sulle pagine dell'Uomo Ragno, ha contribuito a dare un punto di svolta al fumetto statunitense, reso meno innocente e più drammatico.

## Trama
Durante l'arresto di alcuni trafficanti di pornografia infantile, Batman nota una vena di ribellione in Robin, che lo rende avventato in missione, tanto da assumere atteggiamenti da kamikaze; preoccupato per la sua incolumità, Bruce decide di sospendere Jason dal ruolo di Robin, il ragazzo però si oppone e i due hanno una brutta discussione.
Nel suo vagare per la città, nel tentativo di calmarsi, Jason torna nel quartiere dov'è nato, dove viene riconosciuto da una sua ex vicina di casa, Ms. Walker, che è in possesso di alcune foto e oggetti appartenuti ai suoi genitori. Tornato a casa Jason trova tra i vari documenti il suo certificato di nascita, dove scopre che il nome di sua madre non è Catherine Johnson: il nome è illeggibile, ma si legge chiaramente che comincia per "S" e non per "C".
Utilizzando una vecchia agendina del padre e il sofisticato computer della Batcaverna, Jason risale alle uniche donne il cui nome comincia per "S" che conosceva suo padre in quegli anni: Sharmin Rosen, Sandra Woosan e Sheila Haywood. Jason decide allora di andare alla ricerca della sua madre naturale.
Nel frattempo Batman è sulle tracce del Joker, evaso per l'ennesima volta dall'
Arkham Asylum. Dalle sue indagini Batman scopre che Joker, rimasto senza fondi, ha in progetto di vendere ai terroristi libici un missile nucleare in suo possesso, rubato alcuni mesi prima, che questi vogliono lanciare su Tel Aviv.
Si reca così in Libano, dove la sua strada e quella di Jason s'incrociano; Jason infatti sta cercando Sharmin Rosen, che lavora per i servizi segreti israeliani. Insieme i tre riescono a sventare il piano del clown del crimine, ma non a catturarlo. Sharmin rivela a Robin di non avere avuto figli, per cui lui e Batman decidono di seguire la loro seconda pista, quella che porta a Sandra Woosan, alias Lady Shiva.
Quest'ultima sta gestendo un campo di addestramento per terroristi nel deserto; dopo aver messo K.O. Robin Shiva attacca Batman, ossessionata dall'idea di scoprire chi tra i due è il miglior esperto di arti marziali. Sconfitta Shiva grazie all'intervento di Robin, Batman interroga la donna ricorrendo al tiopental sodico, un siero della verità.
Anche Shiva non aveva avuto figli, per cui il dinamico duo si dirige in Etiopia, dove lavora la dottoressa Sheila Haywood, l'ultima candidata.
Questa volta si tratta della persona giusta, infatti Bruce nota subito la somiglianza tra la donna e Jason. Sheila, stupita dalla rivelazione, raccontò a Jason di come lei e suo padre s'innamorarono quando lei era una giovane studentessa di medicina e di come questi l'abbandonò per fuggire con Catherine alla sua nascita.
Finito il suo racconto Sheila disse a Jason di aspettare visite e di uscire dalla sua tenda, quando il ragazzo si accorse che l'ospite che sua madre aspettava non era altri che il Joker.
Joker e Sheila, infatti, si conoscono da anni, da quando il criminale l'aiutò ed espatriare in Inghilterra, parecchi anni fa, quando la ragazza era ricercata per aver eseguito degli aborti illegali, durante uno dei quali morì una ragazzina; ora Joker era tornato a ricattare Sheila affinché essa lo aiutasse. Il piano di Joker era mostruoso: impossessarsi dei medicinali destinati ad un villaggio, per rivenderli al mercato nero, sostituendoli con alcuni avvelenati.
Scoperto ciò Jason corse ad avvertire Bruce che cercò di correre verso il villaggio per avvertire i medici di non distribuire i farmaci, pregando Jason affinché non affrontasse Joker da solo: Jason promise di stare in disparte, ma mentì: con quel pazzo c'era sua madre e lui si sentiva in dovere d'intervenire.
Jason disse alla madre di essere a conoscenza di tutto, e di volere aiutare, rivelandole la sua identità segreta: alla vista del costume da Robin, Sheila condusse il ragazzo meraviglia in un magazzino e, dopo avergli puntato una pistola, lo consegnò al Joker a ai suoi scagnozzi, in quanto anche lei era complice del piano.
Jason venne massacrato a sangue sotto gli occhi della madre, che assisté impietrita al brutale pestaggio. Convinto di averlo ucciso, Joker abbandonò il magazzino, non prima di aver legato Sheila e aver lasciato un ordigno esplosivo a distruggere le prove del suo passaggio e ad eliminare ogni testimone: sebbene gli avesse dimostrato la sua lealtà, Sheila scoprì che nessuno sopravvive al passaggio del Joker.
Intanto Batman era riuscito a intercettare il carico di farmaci avvelenati e a salvare il villaggio, e tornò di corsa indietro per accertarsi che il suo giovane partner non avesse commesso qualche imprudenza.
Jason, malridotto ma vivo, si trascinò in piedi e, con le sue ultime forze, slegò le corde di Sheila: incurante del suo tradimento, Jason cercò di salvare la vita di sua madre. Una volta libera, Sheila cercò di portare Jason in salvo con sé, ma si accorse con tremendo stupore che il Joker aveva sbarrato la porta, impedendogli di uscire.
La bomba esplose e al suo arrivo Batman vide solamente delle macerie fumanti: tra queste vi trovò il corpo in fin di vita di Sheila che gli raccontò tutto, e di come Jason le si parò davanti, prendendosi tutto lo scoppio dell'esplosione. Tra le lacrime di pentimento, Sheila spirò tra le braccia del Cavaliere oscuro che, poco più avanti, trovò il cadavere del ragazzo, ormai freddo.
Batman tornò a Gotham City per preparare il funerale per Jason, al quale parteciparono
il commissario James Gordon, sua figlia Barbara e Alfred Pennyworth, maggiordomo di Bruce Wayne.
Il Joker, nel frattempo, venne contattato dall'Ayatollah Ruhollah Khomeini con un'insolita proposta.
Batman trovò un indizio in Etiopia, dove il Joker gli dava appuntamento a New York, davanti al palazzo delle Nazioni Unite. Giunto sul posto Batman vi trovò Superman, venuto lì affinché Batman non dia vita ad un incidente internazionale: difatti il Joker è diventato il nuovo ambasciatore del governo Iraniano, di conseguenza ha ottenuto l'immunità diplomatica.
Sconvolto dalla notizia e impossibilitato ad intervenire, Batman decise comunque di assistere al discorso del Joker, nei panni di Bruce Wayne: durante il suo intervento il Joker estrasse una bombola di gas mortale, con quale cercò di assassinare l'intera assemblea, ma Superman, travestito da militare, aspirò tutto il gas, salvando la platea.
Batman allora si lanciò all'inseguimento del Joker, che stava fuggendo su di un elicottero dei terroristi: durante lo scontro il Joker venne ferito da una pallottola vagante, mentre il pilota venne ucciso; Batman saltò dall'elicottero poco prima che questo precipitasse. Soccorso da Superman, gli chiese di cercare il corpo del criminale, ma questo non venne trovato, lasciando la questione tra il "Cavaliere oscuro" e il "Clown del crimine" come al solito irrisolta.

## Edizione italiana
In Italia è stato pubblicato sul numero 5 della collana Batman: La leggenda, nel settembre 2008 e sul primo numero della collana DC BEST nel settembre 2015.